# Canthidium lebasi
Canthidium lebasi là một loài bọ cánh cứng trong họ Bọ hung (Scarabaeidae).